# Calopteryx laosica
Calopteryx laosica är en trollsländeart som beskrevs av Fraser 1933. Calopteryx laosica ingår i släktet Calopteryx och familjen jungfrusländor. IUCN kategoriserar arten globalt som otillräckligt studerad. Inga underarter finns listade i Catalogue of Life.